# Disa intermedia
Espèce
Statut CITES
Disa intermedia est une espèce de la famille des Orchidaceae. Elle est originaire de Eswatini, Swaziland,.

## Description
C'est un géophyte tubéreux

## Systématique
Le nom correct complet (avec auteur) de ce taxon est Disa intermedia H.P.Linder.